# سایوز تی۶
سایوز-تی۶ (به روسی: Союз )(به معنای اتحاد) دومین مأموریت سرنشین دار سازمان فضایی شوروی به سمت ایستگاه فضایی سالیوت۷ و یکی از ماموریت های بازدید از خدمه سایوز تی۵ در ایستگاه سالیوت۷ بود. همچنین سایوز تی۶ یکی از ماموریت های اینترکسموس شوروی بود که برای اولین بار یک فضانورد فرانسوی نیز به فضا پرتاب شد.

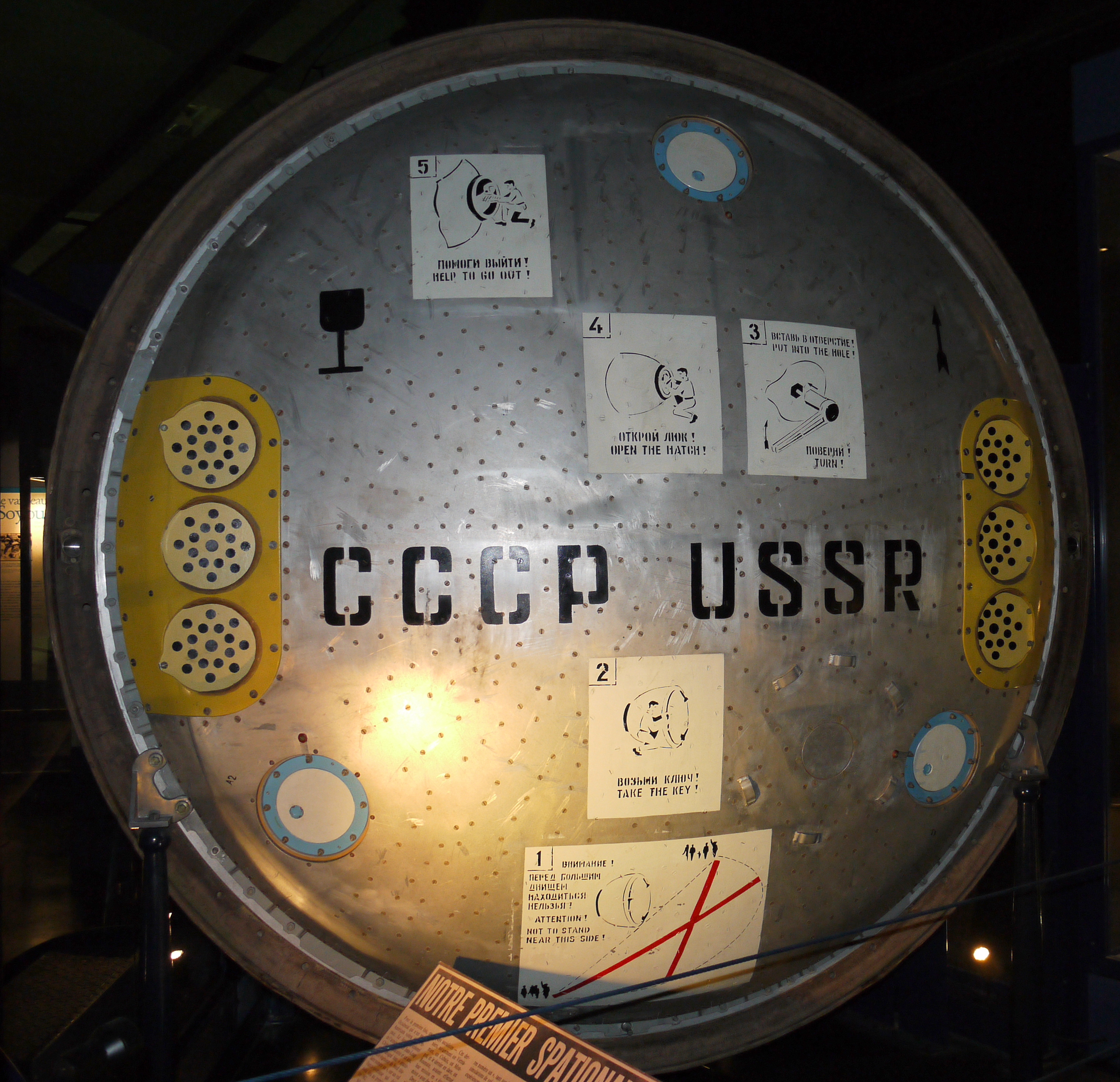
کپسول فرود سایوز تی۶

## خدمه مأموریت
| شماره | نام                 | ملیت               | تعداد پرواز | نقش عملیاتی | تصویر |
| ۱     | ولادیمیر جانی‌بک‌اف   | اتحاد جماهیر شوروی | ۳           | فرمانده     |       |
| ۲     | الکساندر ایوانچنکوف | اتحاد جماهیر شوروی | ۲           | مهندس پرواز |       |
| ۳     | ژان-لوپ کرتین       | فرانسه             | ۱           | محقق فضایی  |       |